# السند (جبلة)

تعديل مصدري - تعديل

السند محلة تابعة لقرية سموع السفلي، التابعة لعزلة انامر اعلى بمديرية جبلة إحدى مديريات محافظة إب في الجمهورية اليمنية، بلغ تعداد سكانها 63 حسب تعداد اليمن لعام 2004.